# Corchaíto
Fermín Muñoz Corchado y González dit « Corchaíto », né à Viso de los Pedoches (Espagne, province de Cordoue) le 10 octobre 1882, mort à Carthagène (Espagne, province de Murcie) le 9 août 1914, est un matador espagnol.

## Présentation
Il commence dans la vie en tenant une chemiserie à Cordoue, puis se lance dans le toreo et se présente comme novillero à Madrid le 5 avril 1903 aux côtés de « Mazzantinito » et « Cocherito de Bilbao », face à des taureaux de la ganadería de Biencinto. En cette occasion, il obtient suffisamment de succès pour ensuite se faire engager dans toutes les arènes d’Espagne. Il prend l’alternative à Madrid le 8 septembre 1907 avec comme parrain Vicente Pastor et comme témoin Rafael « El Gallo », face à des taureaux de la ganadería de Murube.
Il était considéré par ses contemporains comme courageux, sympathique et doté d’un grand sens de l’honneur, mais matador peu inspiré et peu talentueux, ce qui le condamna à une carrière en demi-teinte.
Le 9 août 1914, dans les arènes de Carthagène, il est gravement blessé par le taureau « Distinguido » de la ganadería de Don Felix Gomez. Il meurt quelques instants plus tard à l’infirmerie des arènes.